# Nélia Paula
Nélia Faria (Buenos Aires, 26 de outubro de 1930 — Rio de Janeiro, 8 de setembro de 2002), mais conhecida como Nélia Paula, foi uma atriz, modelo e vedete nascida na Argentina e radicada no Brasil.

## Biografia
O nome verdadeiro de Nélia Paula é Nélia Faria. Ela nasceu na Argentina, no ano de 1930, mas ainda era bem pequenina quando mudou-se com a família para a cidade de Niterói, no Rio de Janeiro.
Nélia Paula viveu por 50 anos sozinha, num apartamento no bairro de Copacabana, no Rio. Mas depois, sentiu-se insegura e queixava-se de que não tinha trabalho e foi morar no Retiro dos Artistas, em Jacarepaguá, onde morou por quase oito anos.
Nélia Paula foi vítima de ataque cardíaco fulminante, em 8 de setembro de 2002, no Retiro dos Artistas. Estava com 71 anos.

## Carreira
Começou sua vida artística como modelo. Atuou em teatro, principalmente no teatro de revista e o teatro rebolado, além de televisão e cinema, como em Bububu no Bobobó (1980).
No teatro rebolado fez muito sucesso, pois era dona de belas pernas. Trabalhou nas companhias de Carlos Machado, de Walter Pinto e fez dupla com Renata Fronzi, em muitos espetáculos. Trabalhou também no Teatro Jardel, em Copacabana. Também atuou em peças como: “Gaiola das Loucas”, “Mandrágora” e “ Alô Dolly”, com Bibi Ferreira.
Na televisão, esteve na Rede Globo por vários anos, em novelas e programas humorísticos, como “Chico City” e na Escolinha do Professor Raimundo. Nas novelas, fez: Partido Alto, Guerra dos Sexos, e Roque Santeiro, na Globo. Esse foi seu maior momento, na televisão. Mas esteve também na TV Manchete, onde participou da novela: Carmem.

## Filmografia

### Televisão
| Ano  | Título                          | Papel                  | Notas                 |
| ---- | ------------------------------- | ---------------------- | --------------------- |
| 1983 | Guerra dos Sexos                | Ludmila Petrovna       |                       |
| 1984 | Partido Alto                    | Manuela                |                       |
| 1985 | Roque Santeiro                  | Amparito Hernandez     |                       |
| 1986 | Selva de Pedra                  | Ela mesma              | Participação especial |
| 1987 | Carmem                          | Seríramis              |                       |
| 1990 | Escolinha do Professor Raimundo | Amparito Pêra/D. Clara |                       |
| 1993 | Escolinha do Professor Raimundo | Dona Cora              |                       |

### Cinema
| Ano  | Título                        | Personagem    |
| ---- | ----------------------------- | ------------- |
| 1952 | O Preço do Desejo             | —             |
| 1954 | Toda A Vida em Quinze Minutos | Amiga         |
| 1956 | Eva no Brasil                 | Efigênia/Zazá |
| 1959 | Mujeres de fuego              | —             |
| 1974 | Banana Mecânica               | Tia Neusa     |
| 1976 | Costinha, o Rei da Selva      | Dona Creolina |
| 1976 | As Loucuras de um Sedutor     | Bernarda      |
| 1979 | As Borboletas Também Amam     | Madame Lou    |
| 1980 | Bububu no Bobobó              | Ex-vedete     |

## Teatro
- 1958 - Vinde Ensaboar Vossos Pecados
- 1966 - Eles Querem Bossa
- 1971/1972 - Longe Daqui, Aqui Mesmo
- 1972 - Mimi Pra Frantex ou De Como Mistificar a Liberdade
- 1975/1977 - Padre à Italiana
- 1985 - Vou na Banguela Delas
- 1990 - O Cantor Afônico